# Duel sans merci
Pour plus de détails, voir Fiche technique et Distribution.
Duel sans merci (titre original : The Duel at Silver Creek) est un film américain réalisé par Don Siegel, sorti en 1952.

## Fiche technique
- Titre : Duel sans merci
- Titre original : The Duel at Silver Creek
- Réalisation : Don Siegel
- Scénario : Joseph Hoffman et Gerald Drayson Adams, d'après son histoire
- Photographie : Irving Glassberg (Technicolor)
- Musique : Herman Stein et Walter Scharf (non crédités)
- Montage : Russell F. Schoengarth
- Décors : Russell A. Gausman, Joseph Kish
- Costumes : Bill Thomas
- Directeurs artistiques : Alexander Golitzen, Bernard Herzbrun
- Production : Leonard Goldstein
- Société de production : Universal Pictures
- Pays de production :  États-Unis
- Production : Anglais
- Format : Couleur (Technicolor) — 35 mm — 1,37:1 — Son : Mono (Western Electric Recording)
- Genre : Western
- Durée : 77 minutes
- Dates de sortie : 
  - États-Unis : 1er août 1952
  - France : 19 mars 1954

## Distribution
- Audie Murphy : Luke Cromwell
- Faith Domergue : Opal Lacy
- Stephen McNally : Lightning Tyrone
- Susan Cabot : Jane 'Dusty' Fargo
- Gerald Mohr : Rod Lacy
- Eugene Iglesias : Johnny Sombrero
- James Anderson : Rat Face Blake
- Walter Sande : Pete Fargo
- Lee Marvin : Tinhorn Burgess
- George Eldredge : Jim Ryan

Acteurs non crédités
- Frank Hagney : Will
- Harry Harvey : M. Cromwell
- Merrill McCormick : un villageois
- Monte Montague : le patron du bar

Cascades
- Jack N. Young

## Tournage
Le tournage du film s'est déroulé du 26 novembre au 29 décembre 1951, et en février 1952 à Corriganville et à Vasquez Rocks en Californie.